# Strada statale 6 Via Casilina
La strada statale 6 Via Casilina (SS 6), dal bivio con la ex strada statale 6 dir Casilina nel comune di San Pietro Infine al comune di Pastorano, o strada regionale 6 Via Casilina (SR 6), nel Lazio, è un'importante strada regionale e statale italiana di collegamento interregionale.

## Percorso
Seguendo pressappoco il tragitto della vecchia via consolare romana Via Casilina, inizia a Roma, attraversando una parte della città, continua poi attraverso il frusinate e il casertano e termina nel comune di Pastorano, dove si immette sulla strada statale 7 Via Appia.

## Storia

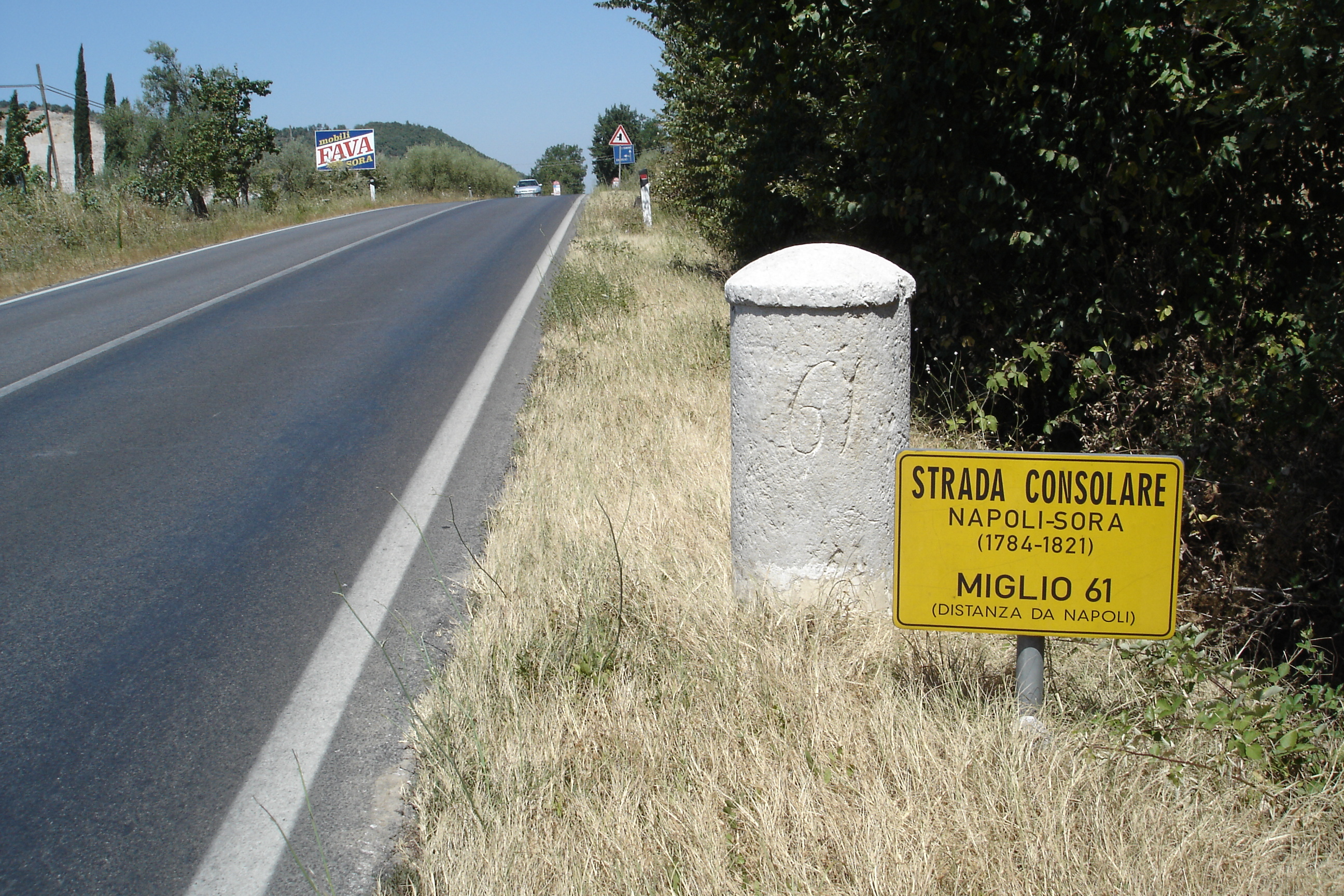
La strada statale sul tracciato della vecchia consolare Sora-Napoli

In seguito al decreto legislativo n. 112 del 1998, dal 2001, la gestione del tratto Roma - San Pietro Infine, è passata dall'ANAS alla Regione Lazio, che ha ulteriormente devoluto le competenze alla Provincia di Roma e alla Provincia di Frosinone.